# Nibelungenhalle (Königswinter)

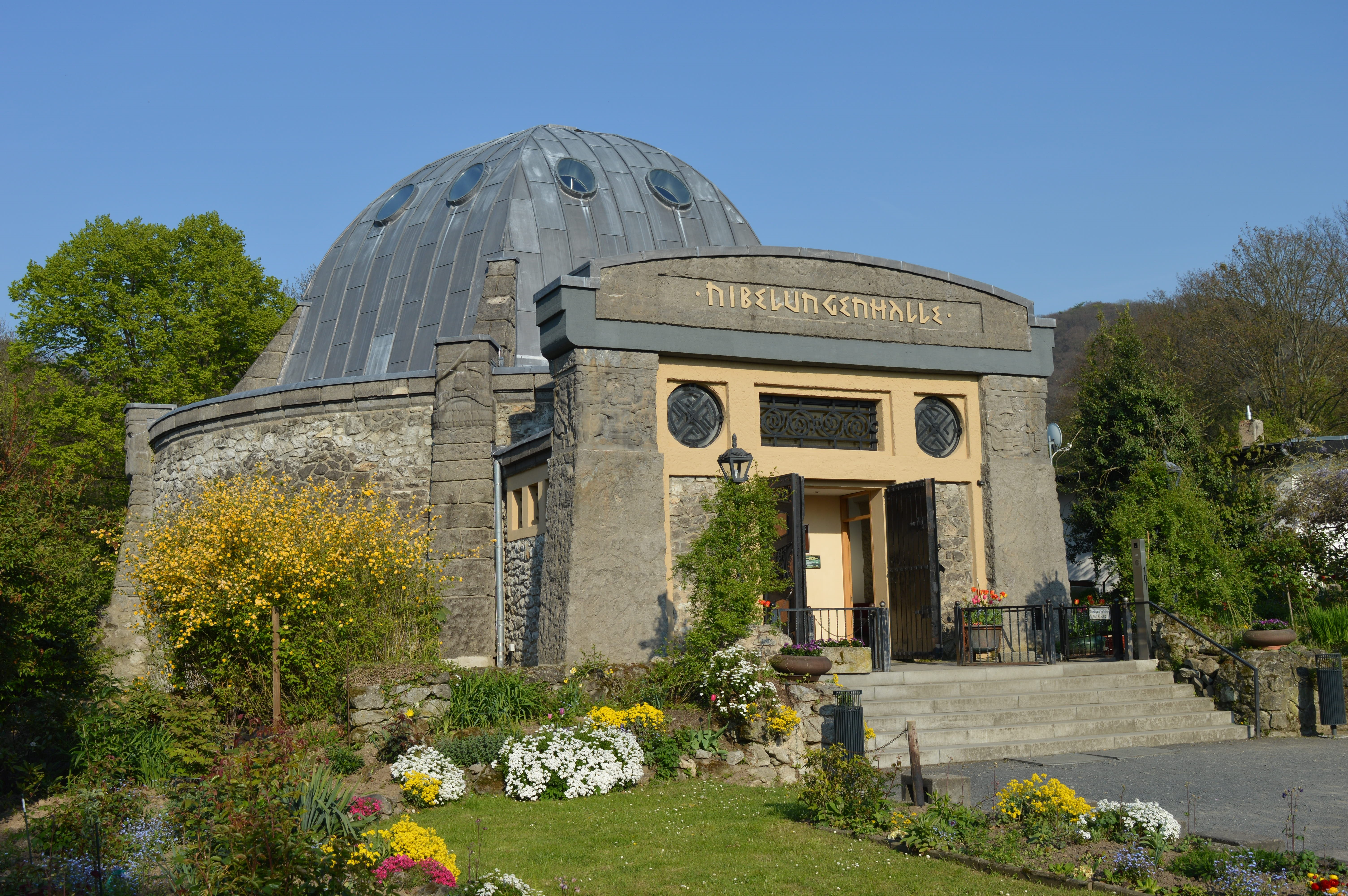
Nibelungenhalle (2017)

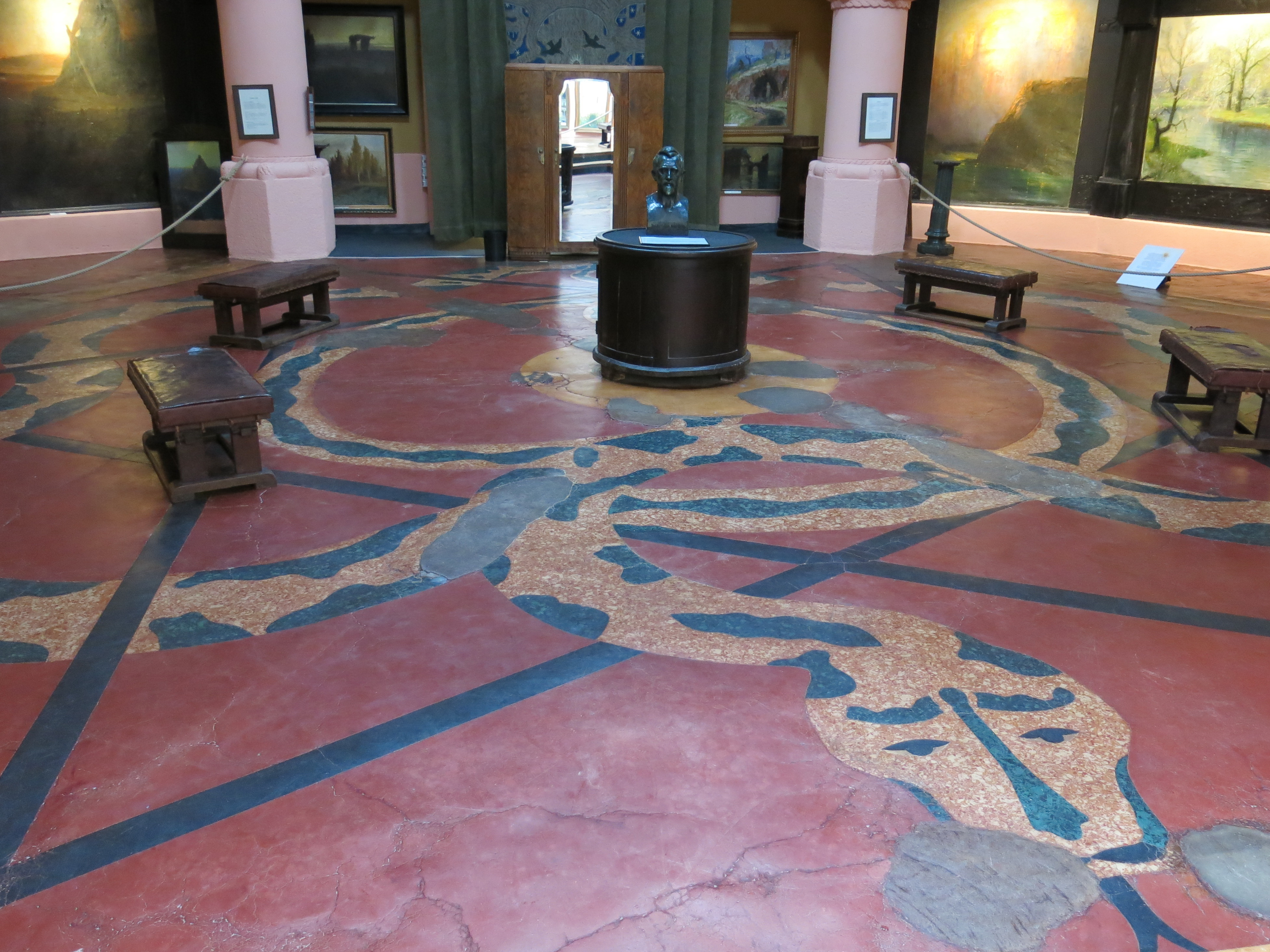
Innenansicht (2014)

Die Nibelungenhalle ist ein Kuppelbau in Königswinter, einer Stadt im nordrhein-westfälischen Rhein-Sieg-Kreis. Sie liegt am Aufweg zum Gipfel des Drachenfels, wo Siegfried den Drachen getötet haben soll, und zeigt eine Sammlung von Gemälden von Hermann Hendrich zu Richard Wagners Opernzyklus Der Ring des Nibelungen und zu Wagners Gralsoper Parsifal. Zur Halle gehören eine „Drachenhöhle“ und ein Reptilienzoo im Außenbereich.
Die Nibelungenhalle steht als Baudenkmal unter Denkmalschutz.

## Geschichte
Die Nibelungenhalle wurde 1913 zum einhundertsten Geburtstag Richard Wagners eröffnet. Die Idee für den Kuppelbau hatte Hermann Hendrich, umgesetzt wurde sie von den Berliner Architekten Hans Meier und Werner Behrendt. Hendrich hatte zuvor die Walpurgishalle im Harz und die Sagenhalle im schlesischen Schreiberhau errichten lassen. Der Bau in Königswinter wird dem späten Jugendstil zugerechnet. 1933 wurde im Außenbereich der Halle die „Drachenhöhle“ errichtet, 1958 kam der Reptilienzoo dazu. Die Nibelungenhalle befand sich von 2013 bis 2015 in einer umfassenden Restaurierung und Sanierung.

## Halle

### Eingangsbereich
Links und rechts neben dem Monolith über dem Eingang tragen die Eckpfeiler Halbreliefs mit Zwergen, die das Nibelungengold verarbeiten. Ein Vorhang im Eingangsbereich, gestaltet von August Wilckens, zeigt drei Nornen an der Weltesche Yggdrasil beim Spinnen der „Schicksalsfäden“. Der Drache zerfrisst die Wurzeln des Baumes – Sinnbild des Untergangs der Götterwelt.

### Innenraum

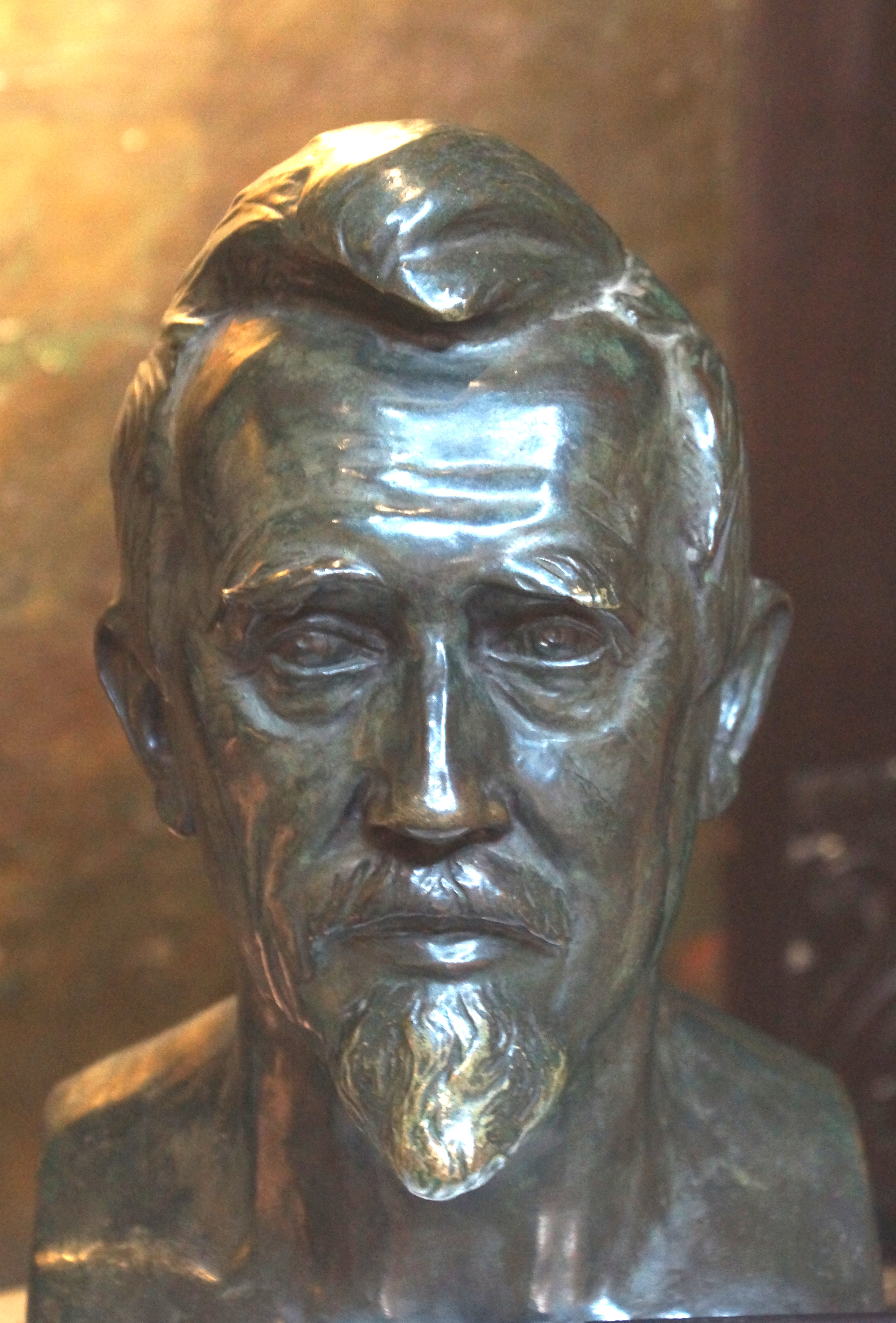
Hendrich-Büste von Heinrich Splieth

Im Innenraum der Halle befinden sich sechs Säulen, die die Kuppel tragen. Auf dem Boden, der aus Xylolith besteht, ist eine Darstellung des Kosmos zu sehen. Eine im Zentrum gelegene Erdscheibe wird von einem Hexagramm eingeschlossen. Das Hexagramm besteht aus zwei Dreiecken, Symbolen für Wasser und Feuer. Um die Erdscheibe windet sich die 60 Meter lange Midgardschlange.
Im Zentrum des Raumes steht auf einem Sockel eine bronzene Hendrich-Büste von Heinrich Splieth.
In den sechs Hallennischen sind zwölf Großgemälde, die den Opernzyklus Der Ring des Nibelungen mit seinen vier Bühnenwerken Das Rheingold, Die Walküre, Siegfried und Götterdämmerung interpretieren, zu sehen. Die Apsis mit dem Weihestein aus Drachenfelser Trachytstein ist mit Gemälden ausgestattet, die sich ursprünglich in der Halle Deutscher Sagenring in Burg an der Wupper befanden. Auf dem Weihestein befindet sich ein Wagnerrelief und die Inschrift „Ehrt Eure Deutschen Meister“ aus Wagners Die Meistersinger von Nürnberg.
Auf dem Weg durch die Halle begleitet den Besucher Musik aus Wagners Der Ring des Nibelungen.

### Sanierung von Bauschäden
Die Nibelungenhalle wies im Laufe der Zeit an zahlreichen Stellen Bauschäden auf. So war das Kuppeldach undicht. Ursprünglich sollte es mit Kupfer verkleidet werden, dafür hatten aber schon beim Bau der Halle die finanziellen Mittel gefehlt. Die im Dach angebrachten Lichtflutungen für die Gemälde und zwölf Scheiben mit den Sternkreiszeichen in der Kuppel wurden beschädigt und konnten zunächst nicht wieder hergestellt werden. Auch Gemälde bedurften der Restaurierung, weil sie unter dem Wasser gelitten haben, das durch die undichten Stellen im Dach eingedrungen ist.
2013 wurde mit einem ersten Bauabschnitt die Sanierung der Halle begonnen. Rund 450.000 Euro zahlen dafür der Bund und Denkmalschutzeinrichtungen. In einem ersten Schritt wurde das Dach der freitragenden Betonkuppel saniert. Danach folgten das Innere der Kuppel, die zwölf Doppelfenster und die Lichthöfe über den Gemälden.
Im Sommer 2015 wurden die Arbeiten mit dem Einsetzen von zwölf neuen Scheiben mit Sternkreiszeichen sowie dem Einbau der aufwändig restaurierten Tür und der vollständigen Modernisierung des Eingangsbereiches erfolgreich abgeschlossen.

### Ansichten der Halle

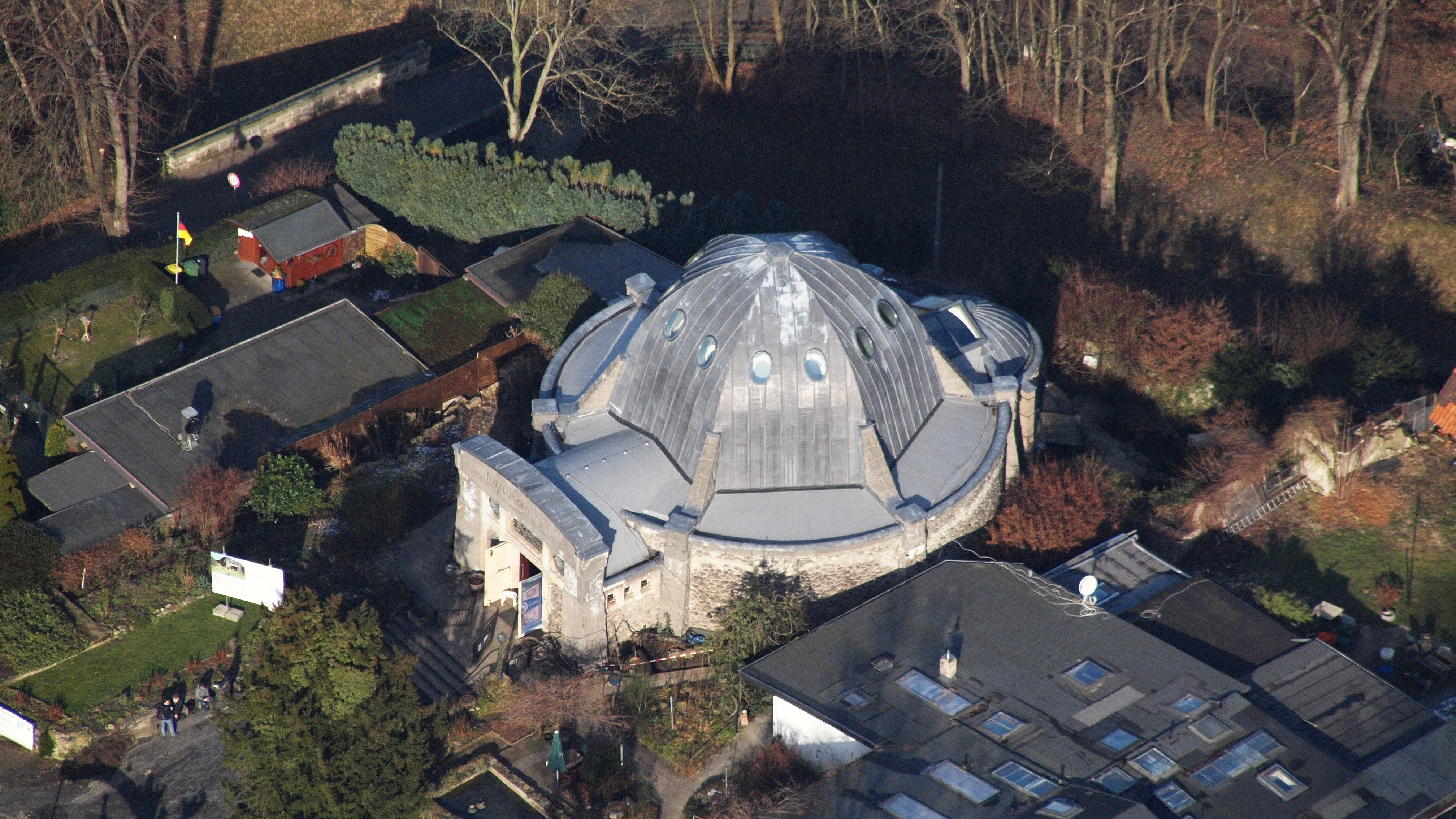
Nibelungenhalle, Luftaufnahme (2015)
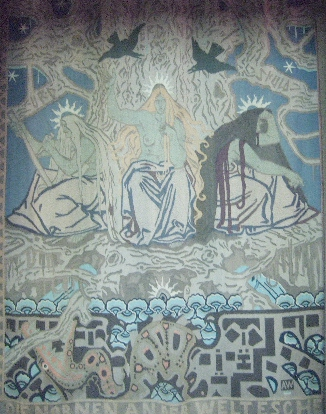
Vorhang im Eingangsbereich
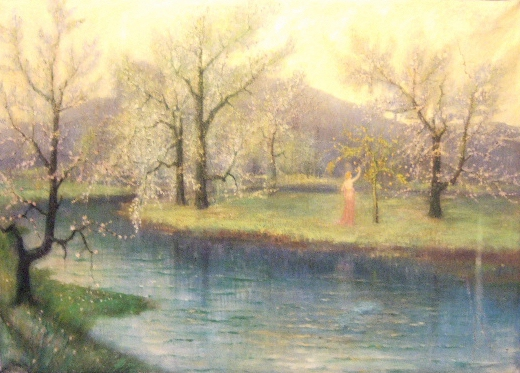
Hermann Hendrich: Freyas Garten
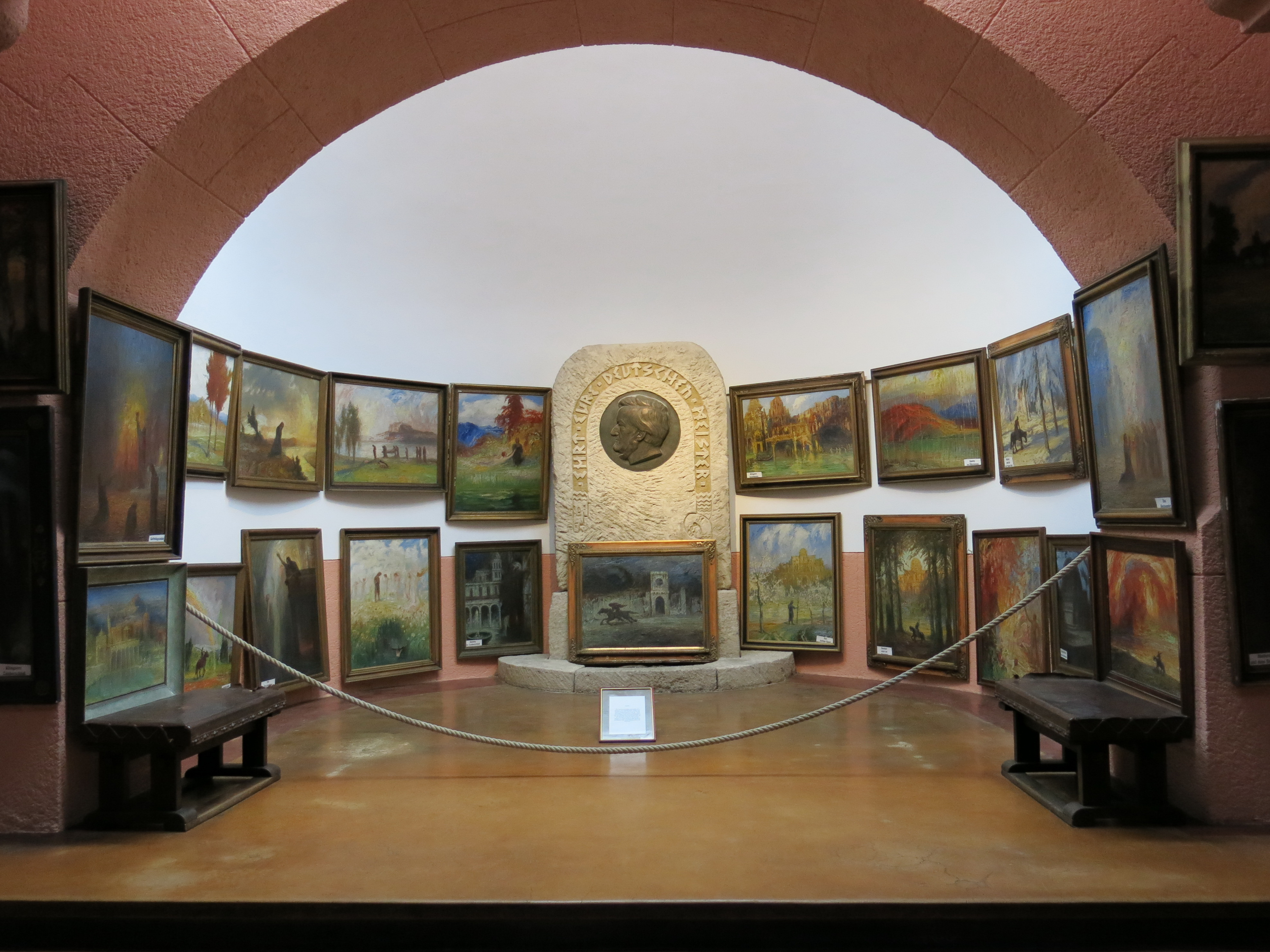
Apsis
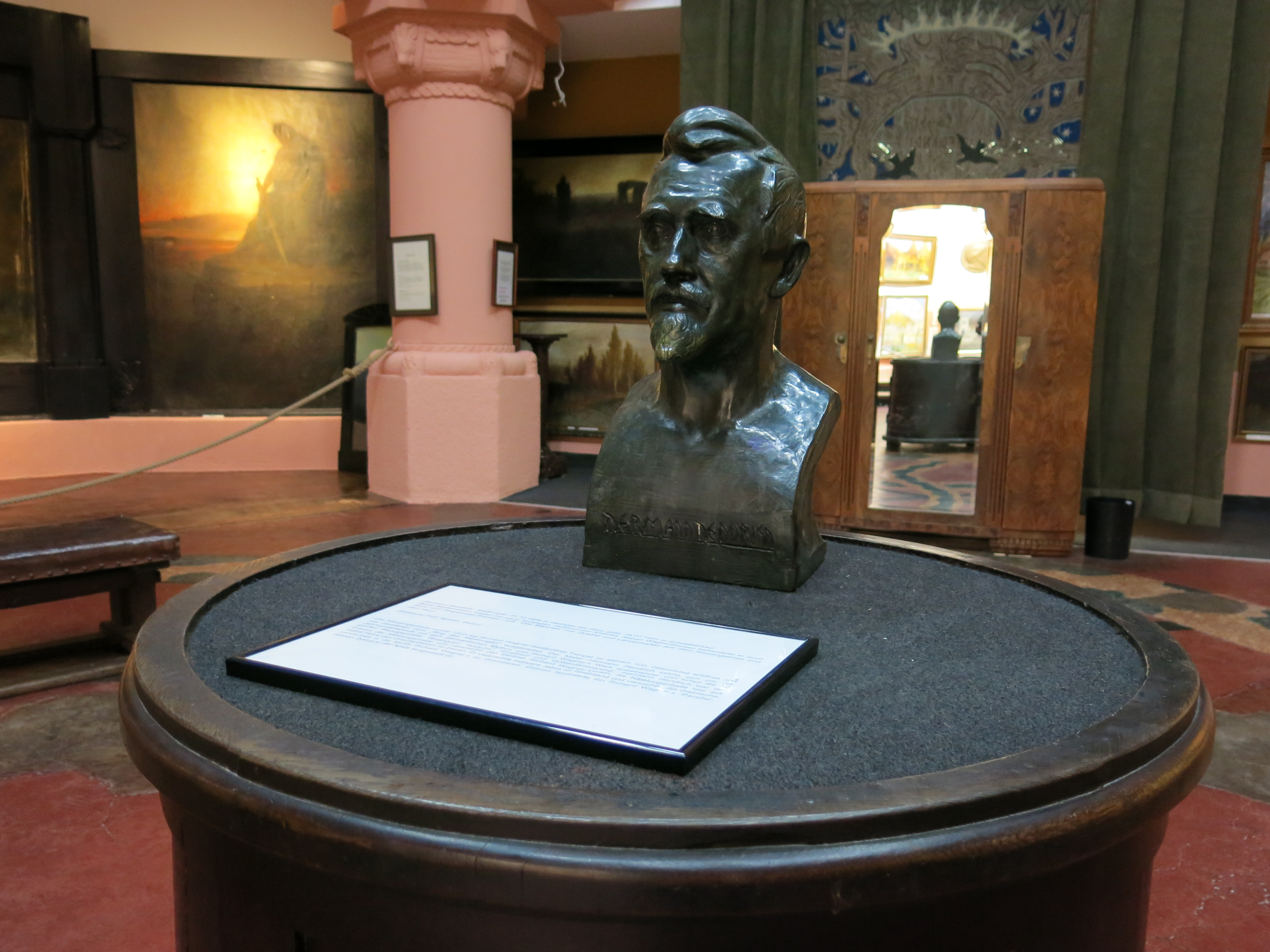
Büste Hermann Hendrichs

## Außenbereich
Im Außenbereich der Halle gestaltete der Königswinterer Architekt und Bildhauer Franz Josef Krings in achsensymmetrischer Anordnung als Halbrelief-Skulpturen die Köpfe der Götter Wotan und Loki, der Riesen Fasolt und Fafner und der Nibelungen-Helden Hagen und Siegfried.
In der „Drachenhöhle“ führt ein Gang zu einem heute von Efeu umrankten ummauerten Platz, wo ein 13 m langer, moosbewachsener Drachen aus Beton liegt, der 1933 ebenfalls von Krings geschaffen wurde.

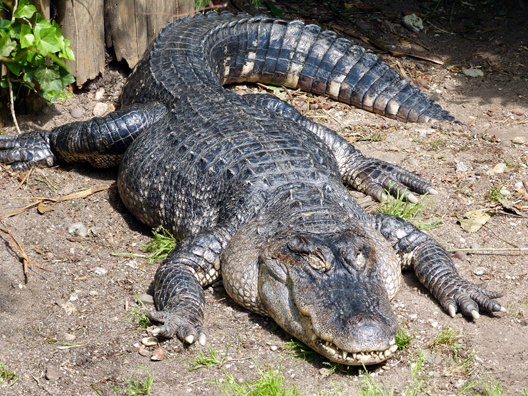
Alligator im Reptilienhaus

Im Reptilienzoo finden sich in mehr als 40 Terrarien lebende Tiere aus Nord- und Südamerika, Australien, Indien, Indonesien, Afrika, Madagaskar, Papua-Neuguinea und den Salomonen.
Bewirtschaftet wird die Anlage von Marlies Blumenthal und ihrer Tochter.